# سيث باتشينسكي
سيث باتشينسكي (بالإنجليزية: Seth Baczynski؛ مواليد 26 أكتوبر 1981) هو مُقاتل فنون قتالية مختلطة أمريكي.

## وصلات خارجية
- سيث باتشينسكي على موقع يو إف سي (الإنجليزية)
- سيث باتشينسكي على موقع شيردوغ (الإنجليزية)
- سيث باتشينسكي على موقع Tapology.com (الإنجليزية)
- سيث باتشينسكي على موقع IMDb (الإنجليزية)